# Gmina Vendreshë
Gmina Vendreshë (alb. Komuna Vendreshë) – gmina położona w środkowej części Albanii. Administracyjnie należy do okręgu Skrapar w obwodzie Berat. W 2011 roku populacja gminy wynosiła 984, 472 kobiety oraz 512 mężczyzn, z czego Albańczycy stanowili 78,56% mieszkańców.
W skład gminy wchodzi osiem miejscowości: Lavdari, Spathari, Therepeli, Vala, Vendresha e Madhe, Vendresha e Vogël, Vendresha e Malit, Ibro.